# Gros Morne (ort)
Gros Morne är en ort i Haiti.   Den ligger i departementet Artibonite, i den norra delen av landet, 130 km norr om huvudstaden Port-au-Prince. Gros Morne ligger 216 meter över havet och antalet invånare är 7 294.
Terrängen runt Gros Morne är kuperad åt sydost, men åt nordväst är den platt. Runt Gros Morne är det tätbefolkat, med 266 invånare per kvadratkilometer. Gros Morne är det största samhället i trakten. Omgivningarna runt Gros Morne är en mosaik av jordbruksmark och naturlig växtlighet.